# Geras (mitologia)
Geras (także Starość; gr. Γῆρας Gē̂̂ras, łac. Senectus) – w mitologii greckiej bóg i uosobienie starości, dziecko Nyks (zrodzonym samodzielnie lub w wyniku związku z Erebem). Był przedstawiany jako mały, wysuszony starzec. Jego przeciwieństwem była Hebe, bogini młodości. Rzymskim odpowiednikiem Gerasa był Senectus. Znany jest przede wszystkim z przedstawień na wazonie, które pokazują go z Heraklesem. Mit, który je zainspirował, przypuszczalnie został całkowicie utracony.
Starożytni autorzy podkreślali jego bezwzględność, jako że tylko bogowie byli wolni od jego niszczycielskiej mocy. Przykładem tego jest historia Titonosa, kochanka Eos, który stał się nieśmiertelny, lecz nie wiecznie młody.
Kult Gerasa był obecny w Atenach i Kadyksie.